# Estación de Cortazar
Cortazar fue una estación de trenes que se encuentra en Cortazar, Guanajuato.

## Historia
La estación se edificó sobre la línea troncal de México a Ciudad Juárez y fue construida por el antiguo Ferrocarril Central Mexicano. Esta estación no aparece en el Índice de las Estaciones correspondiente a 1922. La población se ubicada a unos 4 kilómetros de la estación que lleva su nombre, anteriormente se denominaba Villa de Cortazar, en honor al General Insurgente Luis Cortazar y Rábago.
En 1937, se construyó la estación de ferrocarril, esto cerca de la empacadora la Fortaleza.